# Pabiržė
Pabiržė is een plaats in het Litouwse district Panevėžys. De plaats telt 364 inwoners (2001).